# Nieuweschans vasútállomás
Nieuweschans vasútállomás Hollandiában, Oldambt városában található.

## Vasútvonalak
Az állomást az alábbi vasútvonalak érintik:
- Harlingen–NieuweSchans-vasútvonal
- Leer–Groningen-vasútvonal

## Kapcsolódó állomások
A vasútállomáshoz az alábbi állomások vannak a legközelebb:
- Winschoten vasútállomás (Harlingen–NieuweSchans-vasútvonal)
- Weener railway station (Leer–Groningen-vasútvonal)